# Marcos Pereira da Silva
Marcos Pereira da Silva (Rio de Janeiro, 29 de novembro de 1956) é pastor da igreja Assembleia de Deus dos Últimos Dias e tem dois filhos.
Fundador da Assembleia de Deus dos Últimos Dias, sendo famoso desde a década de 1990 por trabalhos sociais com presidiários. No ano de 2004, após uma rebelião na Casa de Custódia de Benfica, o dito religioso foi chamado pelo então secretário de segurança, Antony Garotinho, para mediar a situação, conseguindo em seguida que os presos se entregassem, terminando o motim. Na ocasião, 34 presos haviam sido assassinados pela facção Comando Vermelho.
Na política, apoiou o cantor Waguinho como candidato a senador em 2010 e a prefeito de Nova Iguaçu em 2012.

## Acusações de estupro e envolvimento com crime organizado
Em 2013, foi preso acusado de diversos crimes, tais como estupro  e lavagem de dinheiro. Foram divulgadas gravações de escutas telefônicas onde o religioso conversava com mulheres, supostamente suas fiéis, utilizando termos chulos que faziam referência a atos sexuais , as quais a policia conclui se. O pastor também marcava encontro com uma mulher, supostamente, uma fiel da sua igreja e casada . Waguinho, político com ligações ao pastor e alegadamente amigo pessoal, declarou, sem fundamentos de ordem material, tratar-se de "armação" por parte de José Júnior, líder do Afroreggae, com quem Marcos Pereira possuía divergências. Umas das acusações de estupro seria de sua ex-mulher, Ana Madureira, da qual haveria um depoimento que dado a Delegacia de Combate às Drogas (Dcod), onde afirmaria que era estuprada por Marcos Pereira com quem morou junto até 1998, e que havia tido visão de que isso ocorreria para que ela engavidasse. Waguinho informou que Marcos Pereira não tem ex-mulher. A própria Ana Madureira registrou em cartório e gravou um video desmentindo que tenha sido estuprada, e que continua sendo esposa do acusado, e condenando o que estavam fazendo com o seu marido. Foi então indiciada por calúnia. Uma das acusadoras retirou a queixa alegando ser injusta a prisão dele. O Ministéro Público disse que ela foi coagida, a mulher porém informou ter sido coagida a registrar a queixa. 
Em retaliação sua denominação publicou vídeos com supostos depoimentos de fiéis acusando membros do Afroreggae de tentar convencer testemunhas a acusar o pastor Marcos.
O religioso foi condenado a 15 anos de prisão por estupro, mas em dezembro de 2014, a justiça do Rio de Janeiro concedeu-lhe um habeas corpus. Em 2018, a liminar foi cassada pelo STF, a partir do entendimento de que, de acordo com a Súmula 608 da Corte “nos crimes de estupro praticados mediante violência real, a ação penal é pública incondicionada”.